# Danh sách chuyến lưu diễn hòa nhạc của GFriend
Nhóm nhạc nữ Hàn Quốc GFriend đã biểu diễn trong 2 chuyến lưu diễn hòa nhạc ở Châu Á, 1 chuyến lưu diễn ở Nhật Bản, 2 buổi gặp gỡ người hâm mộ và 9 buổi giới thiệu.

## Chuyến lưu diễn
| Tên                     | Ngày                                 | Lục địa | Buổi biểu biễn | Người tham dự | Doanh thu     | Nguồn                                                       |
| ----------------------- | ------------------------------------ | ------- | -------------- | ------------- | ------------- | ----------------------------------------------------------- |
| Season of GFriend Tour  | 6 tháng 1, 2018 – 9 tháng 9, 2018    | Châu Á  | 9              | 31,600        |               | [ 1 ] [ 2 ] [ 3 ] [ 4 ] [ 5 ] [ 6 ] [ 7 ] [ 8 ] [ 4 ] [ 5 ] |
| Bloom Japan Spring Tour | 3 tháng 3, 2019 – 21 tháng 3, 2019   | Châu Á  | 4              |               |               |                                                             |
| Go Go GFriend! Tour     | 18 tháng 5, 2019 – 17 tháng 11, 2019 | Châu Á  | 10             | 75,000        | 7,387,500 USD | [ 9 ]                                                       |

## Buổi gặp gỡ người hâm mộ
| Tên                                             | Ngày             | Thành phố | Quốc gia | Địa điểm                        |
| ----------------------------------------------- | ---------------- | --------- | -------- | ------------------------------- |
| 1st Fanmeeting "Dear. Buddy"                    | 2 tháng 4, 2017  | Seoul     | Hàn Quốc | Seoul Olympic Park Olympic Hall |
| 1st Fanmeeting "Dear. Buddy"                    | 8 tháng 4, 2017  | Băng Cốc  | Thái Lan | GMM Live House                  |
| 2nd Fanmeeting "Dear. Buddy - Cross the Sunset" | 10 tháng 2, 2019 | Seoul     | Hàn Quốc | Seoul Olympic Park Olympic Hall |

## Buổi giới thiệu
| Tên                                      | Ngày             | Thành phố | Quốc gia    | Địa điểm                               |
| ---------------------------------------- | ---------------- | --------- | ----------- | -------------------------------------- |
| LOL Asia Showcase                        | 10 tháng 7, 2016 | Seoul     | Hàn Quốc    | Yes24 Live Hall                        |
| LOL Asia Showcase                        | 3 tháng 9, 2016  | Singapore | Singapore   | Big Box, MegaBOX Convention Centre     |
| LOL Asia Showcase                        | 4 tháng 9, 2016  | Manila    | Philippines | The Theatre, Solaire Resort & Casino   |
| LOL Asia Showcase                        | 17 tháng 9, 2016 | Osaka     | Nhật Bản    | TWIN21 MID Tower                       |
| LOL Asia Showcase                        | 18 tháng 9, 2016 | Tokyo     | Nhật Bản    | Harumi Passenger Ship Terminal Hall    |
| LOL Asia Showcase                        | 1 tháng 10, 2016 | Đài Bắc   | Đài Loan    | Taipei International Convention Center |
| Parallel Comeback Showcase               | 1 tháng 8, 2017  | Seoul     | Hàn Quốc    | Yonsei University Grand Hall           |
| Premium Showcase in Japan                | 28 tháng 3, 2018 | Tokyo     | Nhật Bản    | Shinjuku Alta Theater                  |
| Moon Night Express 241 Comeback Showcase | 30 tháng 4, 2018 | Seoul     | Hàn Quốc    | Yes24 Live Hall                        |
| Time for Us Comeback Showcase            | 14 tháng 1, 2019 | Seoul     | Hàn Quốc    | Yes24 Live Hall                        |
| Tropical Night Comeback Showcase         | 1 tháng 7, 2019  | Seoul     | Hàn Quốc    | Yes24 Live Hall                        |
| 回:Labyrinth Comeback Showcase           | 3 tháng 2, 2020  | Seoul     | Hàn Quốc    | Yes24 Live Hall                        |
| 回:Song of the Sirens Comeback Showcase  | 13 tháng 7, 2020 | Seoul     | Hàn Quốc    | Yes24 Live Hall                        |
| 回:Walpurgis Night Comeback Showcase     | 9 tháng 11, 2020 | Seoul     | Hàn Quốc    | Yes24 Live Hall                        |